# Parlament von Ruanda

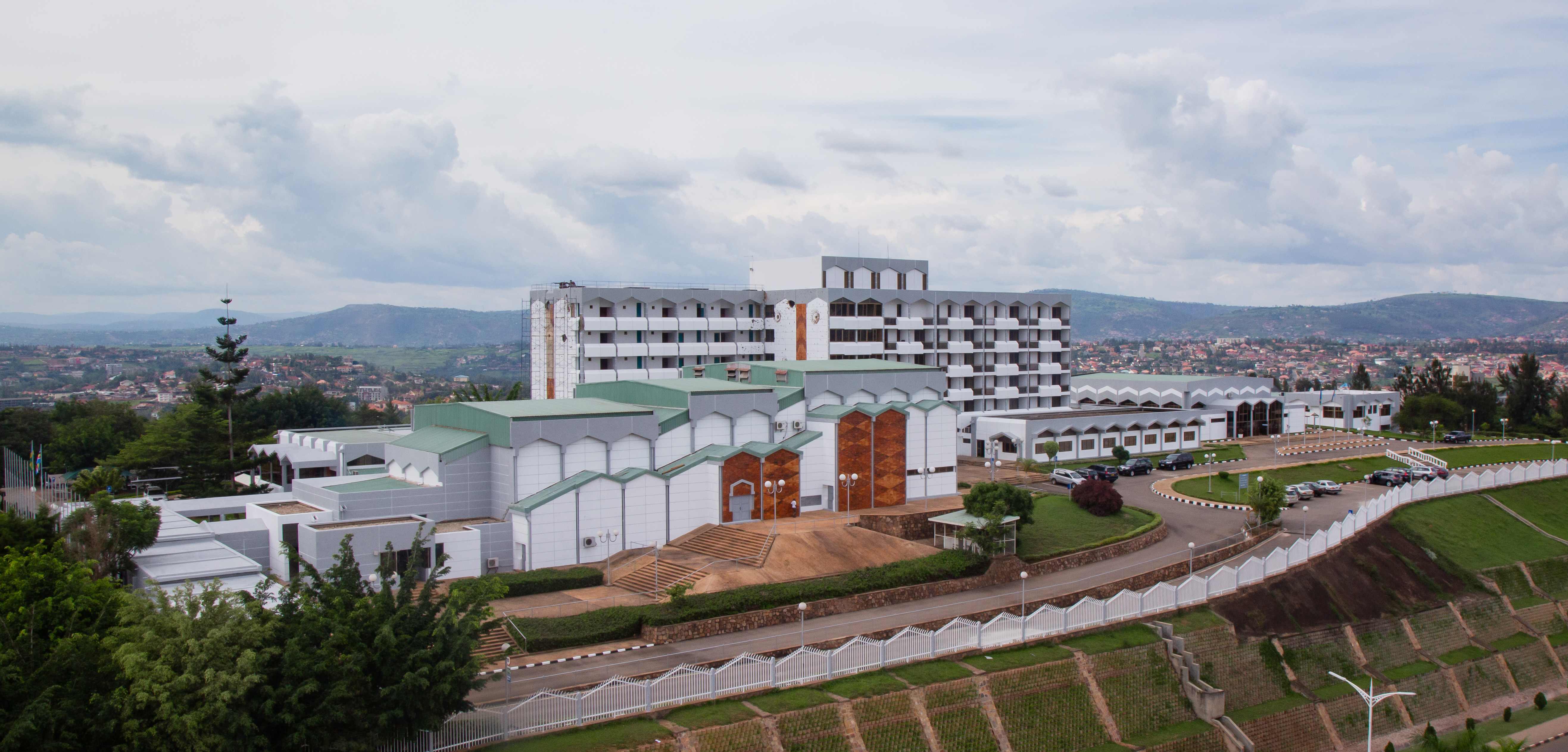
Parlamentsgebäude in Kigali

Das Parlament von Ruanda (französisch: Parlement du Rwanda; Kinyarwanda: Inteko Ishinga Amategeko y'u Rwanda) bildet die Legislative von Ruanda und setzt sich aus zwei Kammern zusammen.

## Struktur
Die zwei Kammern des Parlaments sind:
- Senat (französisch: Sénat; Kinyarwanda: Sena) (das Oberhaus)
- Abgeordnetenkammer (französisch: Chambre des députés; Kinyarwanda: Umutwe w'Abadepite) (das Unterhaus)

Nach der Unabhängigkeit Ruandas 1962 verfügte das Land zuerst über ein Einkammerparlament. Erst 2003 wurde das heutige Zweikammersystem eingeführt, wobei nur in der Abgeordnetenkammer die Mitglieder zur Mehrheit direkt vom Volk gewählt werden. Die Mitglieder des Senats werden dagegen ernannt bzw. von speziellen Wahlkollegien der Provinzen gewählt. In beiden Kammern hat die Legislaturperiode eine Dauer von fünf Jahren. Dominiert wurde das Parlament nach 2003 von der Ruandischen Patriotischen Front (RPF), welche als Einheitspartei fungiert.
Ein bedeutender Anteil der Sitze in beiden Kammern ist für Frauen reserviert. Mit einem Frauenanteil von 61,5 % war das Parlament Ruandas 2021 weltweit führend.

## Parlamentsgebäude
Das Parlamentsgebäude befindet sich an der KN 5 Road innerhalb der Zelle Kamukina des Sektors Kimihurura in der Hauptstadt Kigali. Ein kurzes Stück westlich befindet sich das 2016 eröffnete Kigali Convention Centre.
Das Parlamentsgebäude stammt wie nur wenige Regierungsgebäude noch aus der Zeit vor dem Völkermord von 1994. Der Genozid hinterließ seine Spuren in Form von Einschusslöchern an der weißen Fassade, die als Mahnung erhalten wurden. Innerhalb des Parlamentsgebäudes befindet sich das 2017 eröffnete Campaign Against Genocide Museum. Es erinnert an den Kampf der Ruandischen Patriotischen Front/Armee (RPF/RPA) und insbesondere an das aus 600 Soldaten bestehende dritte Bataillon, das das Gebäude nach Ausbruch des Völkermords gegen eine in Zahlen deutliche Übermacht verteidigte. Die Geschehnisse sind auch Thema des Dokumentarfilms The 600: The Soldiers' Story. Auf dem Dach des Parlamentsgebäudes steht zudem ein Denkmal mit Soldaten an einer 12,7-mm-Flugabwehrkanone und weitere Denkmäler befinden sich im Außenbereich des Parlaments.